# Johannes de Cologne
Johannes de Cologne, en allemand Johannes von Köln, né vers 1270 à Cologne et mort le 15 mars 1331 dans la même ville, est le troisième maître d'œuvre de la cathédrale de Cologne. Sous sa direction, le chœur est achevé et consacré le 27 septembre 1322.
Johannes est le fils du deuxième constructeur de la cathédrale de Cologne, Maître Arnold. Il est surnommé « Poleyr » (ou Parlier) et est peut-être l'ancêtre de la famille de bâtisseurs de cathédrales, les Parler.
Johannes a probablement travaillé comme compagnon à la cathédrale de Fribourg et à la cathédrale de Strasbourg, et travaillait déjà sous la direction de son père à l'atelier de cathédrale de Cologne vers 1296. Avant 1308, il succède à son père comme maître d'œuvre. Il est marié à Megtildis von Sailecgin, avec qui il a neuf enfants.
Pendant son mandat sont construits la voûte et les contreforts. Après l'achèvement du chœur, Johannes entreprend la construction du transept sud, pour la fondation duquel l'ancien vestibule existant est démoli en 1325 (quam porticum propter novum iam fundamentum pro ecclesie nostre constructione penendum expedit demolire). La partie sud du transept peut donc être datée après 1325 et avant 1331, c'est-à-dire dans les dernières années de fonctions de Johannes. Sous sa direction ont commencé les travaux de la double nef sud. Pendant un temps, le grand plan de façade F lui a été attribué par certains chercheurs, mais cela a été réfuté depuis.
Selon la datation de Robert Suckale, en revanche, les piliers du chœur ont été montés entre 1320 et 1340 et donc sous la direction de Johannes. Leur sur-raffinement peut les faire considérer comme l'apogée de la phase maniériste de la sculpture gothique, et comme le début d'un nouvel art plus doux de la sculpture qui conduit au Beau style (Weicher Stil (de)) de Bohème imité à travers l'Europe.  « Il faut prendre plus au sérieux le fait que la famille de Peter Parler, les chefs artistiques de la seconde moitié du siècle, est étroitement associée aux travaux de construction de la cathédrale de Cologne ». Peter Parler était probablement le petit-fils de Johannes ou de son frère Rutger.